# ایساک فریس
ایساک فریس آلوارو (اسپانیایی: Isaac Férriz Álvaro‎؛ ‏۲۰ ژوئن ۱۹۷۹) بازیگر و کارگردان فیلم اسپانیایی‌تبار اهل آندورا است که در بارسلون زندگی و فعالیت می‌کند. پدر و مادر او اهل محلهٔ گراسیا در بارسلون بودند و خودش با آنکه زادهٔ آندورا لا ولا است و دوران کودکی را در آنجا گذراند اما مکررا به آنجا سفر می‌کرد و سرانجام در سن ۱۸ سالگی به بارسلون نقل مکان کرد و در آنجا به «مدرسهٔ بازیگری نانسی تونیون» رفت و کارش را با بازی در سریال‌های تلویزیونی آغاز کرد.

## گزیدهٔ نقش‌آفرینی‌ها

### سینما
- زیر صفر[۶] (۲۰۲۱)
- آخرین روزها[۷] (۲۰۱۳)
- کنسول سدوم[۸] (۲۰۰۹)

### تلویزیون
- حمله به بانک مرکزی[۹] (۲۰۲۴)
- فیزیک یا شیمی[۱۰] (۲۰۱۰)